# 하이그라운드의 음반
이 부분의 문서는 하이그라운드에서 발매한 음반 목록이다.

## 2010년대
- 2015년 10월 21일 코드쿤스트 - [Digital Single] PARACHUTE[1]
- 2015년 11월 21일 오혁 - 응답하라 1988 OST Part.3[2]
- 2016년 1월 29일 검정치마 - [Digital Single] Everything[3]
- 2016년 3월 15일 검정치마 - [Digital Single] 내 고향 서울엔[4]
- 2016년 6월 14일 검정치마 - 또 오해영 OST Part.7
- 2016년 7월 26일 코드쿤스트 - [Digital Single] Beside Me[5]
- 2016년 8월 5일 밀릭 - [Digital Single] Belief[6]
- 2016년 9월 8일 펀치넬로 - [Digital Single] LIME
- 2016년 9월 21일 오프온오프 - [Digital Single] Bath
- 2016년 11월 5일 혁오 - [Digital Single] 안투라지 MIXTAPE #1
- 2016년 11월 9일 오프온오프 - [Digital Single] Photograph[7]
- 2016년 11월 12일 펀치넬로 - [Digital Single] 안투라지 MIXTAPE #3[8]
- 2016년 12월 27일 코드쿤스트 - [Digital Single] Common Soldier[9]
- 2016년 12월 29일 펀치넬로 - [Digital Single] Worth It
- 2017년 2월 28일 코드쿤스트 - Muggle's Mansion
- 2017년 3월 31일 펀치넬로 - [Digital Single] Detox
- 2017년 4월 24일 혁오 - 23
- 2017년 5월 30일 검정치마 - TEAM BABY Part.1[10]
- 2017년 6월 16일 이디오테잎 - Dystopian
- 2017년 6월 30일 밀릭 - [Digital Single] VIDA #250[11]
- 2017년 7월 10일 밀릭 - VIDA
- 2017년 7월 24일 오프온오프 - Boy
- 2017년 9월 2일 펀치넬로 - 쇼미더머니 6 Episode 5[12]
- 2017년 12월 5일 이디오테잎 - [Digital Single] 온스테이지 플러스 42번째 이디오테잎 (IDIOTAPE)
- 2018년 1월 15일 오혁 - [Digital Single] MOMOM(몸마음)[13]
- 2018년 3월 28일 Colde - [Digital Single] Your Dog Loves You
- 2018년 5월 20일 혁오 - [Digital Single] Citizen Kane
- 2018년 5월 31일 혁오 - 24: How to Find True Love and Happiness